# Jacek Chromiński
Jacek Chromiński (ur. 26 stycznia 1972 w Poznaniu) - były polski piłkarz grający na pozycji pomocnika.

## Życiorys
Grał w Unii Swarzędz, Sokole Pniewy, Chrobrym Głogów, Dyskobolii Grodzisk Wielkopolski, Pogoni Świebodzin, Obrze Kościan, Białym Orle Koźmin Wielkopolski a także w Warcie Śrem.
W polskiej I lidze rozegrał 56 meczów (32 w Sokole, 24 w Dyskobolii) i strzelił w barwach Sokoła 1 bramkę.